# Constitutions d'Anderson
Les Constitutions d'Anderson (initialement intitulées Constitution, Histoire, Lois, Obligations, Ordonnances, Règlements et Usages de la Très Respectable Confrérie des Francs-maçons acceptés) sont considérées comme l'un des textes fondateurs de la franc-maçonnerie moderne.  

## Historique
Les Constitutions d'Anderson ont été rédigées en 1721 à l'initiative de John Montagu, alors grand maître de la loge de Londres. La première version a été écrite par le révérend James Anderson, pasteur presbytérien — dont le nom y a été associé historiquement plus tard —, en collaboration avec le huguenot Jean Théophile Désaguliers, afin de réguler les pratiques traditionnelles mais divergentes au sein de la Grande Loge de Londres et de Westminster, qui avait été constituée en 1717.

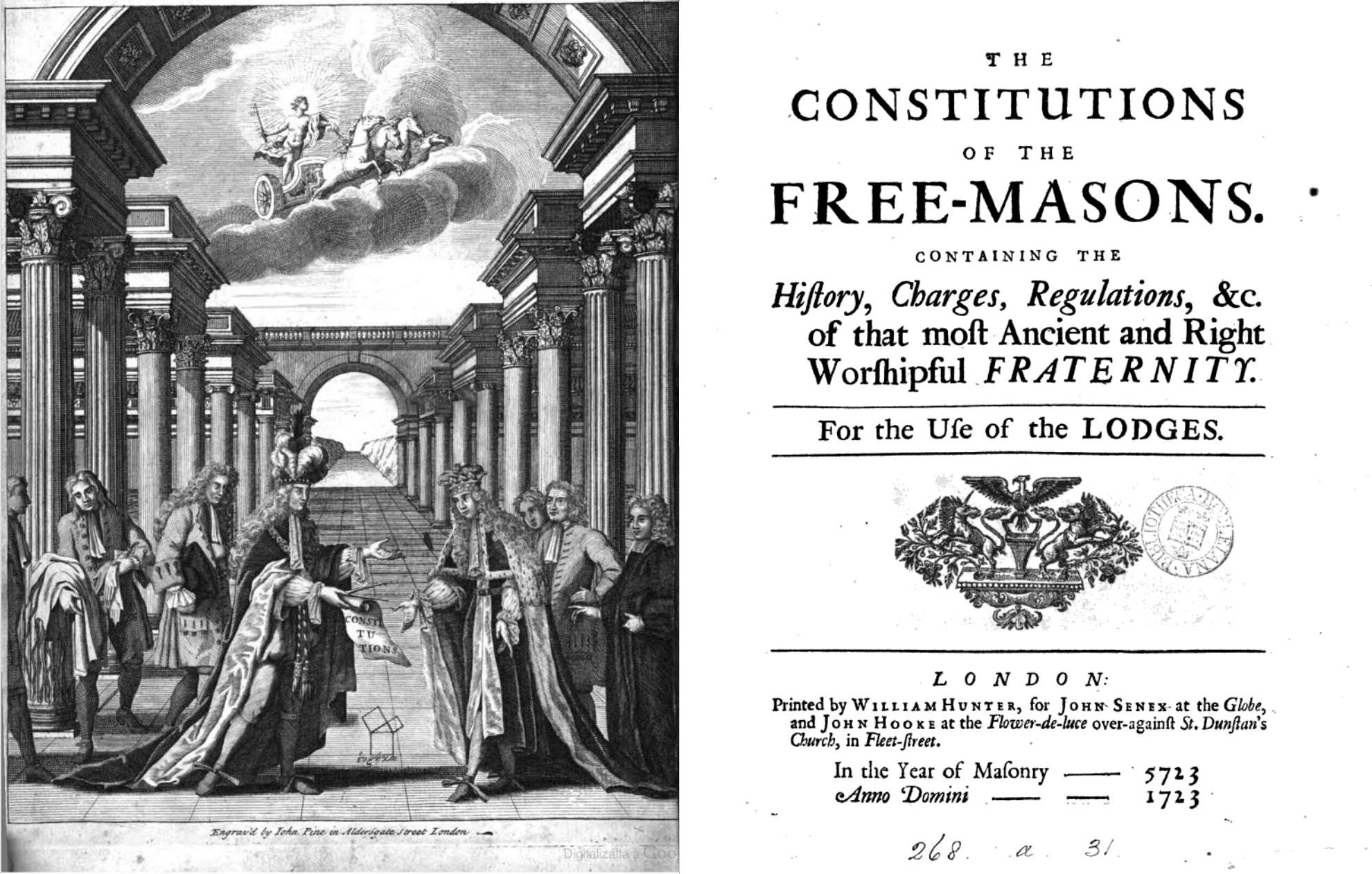
Constitutions d'Anderson, 1723.

Ce texte a été passé en revue par une commission de quatorze « frères érudits » en décembre 1721, qui donna son approbation en mars 1722. Le livre a été publié en 1723 et témoigne d'une grande tolérance religieuse pour l'époque. Cependant, il connut divers remaniements (expliquant ainsi la dénomination plurielle de la Constitution d'origine) dont le principal fut en 1813. Cette date correspond en effet à la création de la Grande Loge unie d'Angleterre qui met fin au schisme vécu dans la maçonnerie en Angleterre entre les Moderns et les Ancients. Ceux-ci ont été perçus par certains francs-maçons comme une tendance vers un plus grand dogmatisme, notamment en ce qui concerne l'affirmation de l'existence d'un Dieu révélé. Cette position théiste a eu pour conséquence de fermer la porte[réf. nécessaire] aux athées et aux agnostiques.
Même si la franc‑maçonnerie française ne l'a pas utilisée comme « livre sacré » avant la seconde moitié du XXe siècle, certaines obédiences françaises se disent héritières des « Constitutions de 1723 ».
Plus généralement, de nombreux francs-maçons d'Europe continentale donnent aux constitutions de 1723 la valeur d'un texte fondateur, alors que les francs-maçons anglais n'y voient habituellement qu'une première étape vers leurs constitutions de 1813. Cette différence d'approche relève de désaccords interprétatifs sur la nature même du texte et sur son contenu. Le point 1 De DIEU et la RELIGION, extrait de la partie intitulée « Devoirs » étant le passage le plus polémique :
« Un Maçon est obligé de par son Titre d'obéir à la Loi Morale et s'il comprend bien l'Art, il ne sera jamais un Athée stupide ni un Libertin irréligieux. Mais bien que dans les Temps Anciens les Maçons fussent obligés dans chaque pays d'appartenir à la Religion de ce Pays ou de cette Nation, quelle qu'elle fût, il est maintenant considéré comme plus opportun de seulement les soumettre à cette Religion que tous les hommes acceptent, laissant à chacun son opinion particulière, qui consiste à être des Hommes Bons et Honnêtes ou Hommes d'Honneur et de Sincérité, quelles que soient les Dénominations ou Croyances qui puissent les distinguer ; ainsi, la Maçonnerie devient le Centre d'Union et le Moyen de concilier une véritable Amitié parmi des Personnes qui auraient dû rester perpétuellement Éloignées. »
La polémique tourne autour de l'interprétation de l'expression « Athée stupide » : s'agissait-il d'un jugement de valeur (affirmant que les athées seraient stupides et ne pourraient pas être admis en franc-maçonnerie) ou au contraire d'une formule de tolérance, permettant l'admission dans la première grande loge d'athées « non stupides » ? Au-delà de la polémique interprétative, les faits historiques montrent que des athées militants tels que Martin Folkes occupèrent des fonctions importantes dans la première grande loge, de même que des libertins notoires tels que Philip Wharton. Par ailleurs, la grande loge dite des Ancients fondée en Angleterre en 1751, de même que les grandes loges d'Écosse et d'Irlande, considéraient que les constitutions d'Anderson et la Grande Loge de Londres (dite des Moderns) avaient rompu sur ce point avec les anciennes coutumes (landmarks).

## Table des matières
Les Constitutions d'Anderson comprennent 4 parties :

### I. Partie historique
Composée de 48 paragraphes (dont certains sont manquants et d'autres en doublon dans le texte d'origine), elle relate l'histoire légendaire de la franc-maçonnerie jusqu'à la création de la Grande Loge de Londres et de Westminster en 1717 et l'élection de ses premiers Grands Maîtres.

### II. Partie des «Devoirs»
La partie des « Devoirs » ou des « Obligations » (selon la traduction) contient des règles morales et coutumières quant à la personne même du franc-maçon, de la vie en loge et de la sociabilité maçonnique. Elle se divise en six points.

### III. Partie des «Règlements généraux»
Tout d'abord compilés par un certain George Payne, les règlements généraux organisent en 29 articles la première obédience maçonnique, présidée par un grand maître et un collège des officiers. Aussi, ils décrivent leur fonction respective et la nature de leur nomination à la tête de l'obédience.
Les règlements généraux se terminent par une « Approbation » qui fait état du premier procès-verbal où le duc de Montagu est désigné « Grand Maître » par les loges anglaises et leurs vénérables maîtres.

### IV. Partie des « Chants»
La partie des « Chants » reprend en vers la partie historique. 
Elle se compose de quatre chants (un pour les maîtres, un pour les surveillants, un pour les compagnons et un pour les apprentis) et de recommandations d'usage. 
Extrait du chant des maîtres :
« ADAM, le premier de l'Espèce humaine,
Créé avec la GÉOMÉTRIE
Gravée en son Royal Esprit,
Instruisit bientôt sa Descendance
CAIN et SETH, qui améliorèrent alors
La Science libérale dans l'Art
De l’ARCHITECTURE, qu'ils aimaient,
Et communiquèrent à leurs Fils. »